# Judería de Sevilla

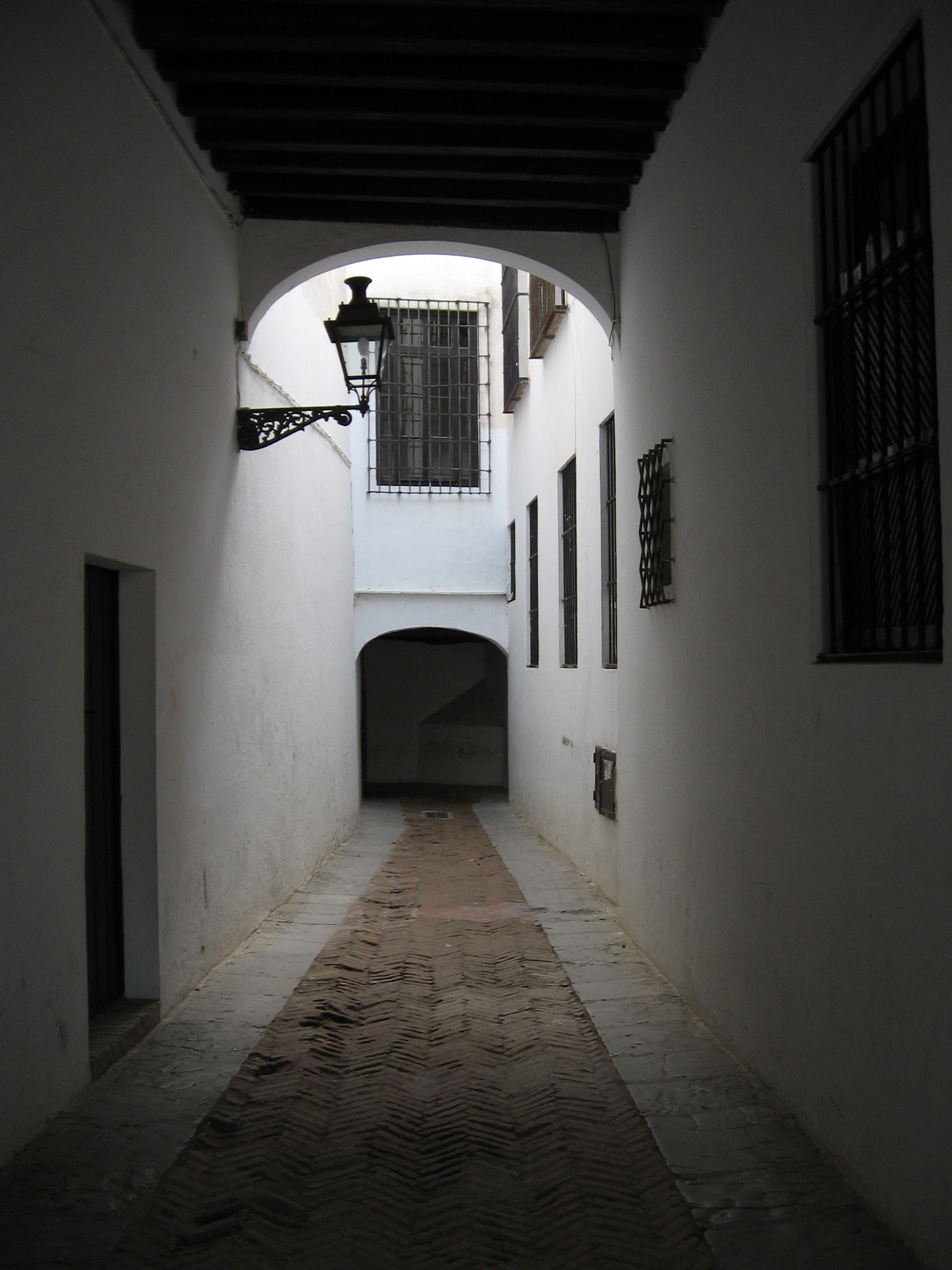
Actual calle Judería, una de las calles que comprendía la antigua judería sevillana.

La judería de Sevilla era el barrio de la ciudad de Sevilla en el que se asentó la comunidad judía desde la conquista de Sevilla por parte de Fernando III de Castilla en 1248 hasta la expulsión de los mismos en virtud del Edicto de Granada dictado por los Reyes Católicos. Actualmente se sigue conociendo como judería a esa zona de la ciudad, que comprende los barrios de Santa Cruz y San Bartolomé.

## Historia
Aunque existe constancia de la presencia judía en Sevilla desde la época romana y que continuó en el periodo visigodo y musulmán. La expulsión de los judíos de Al-Ándalus ordenada en 1146 hizo desaparecer su presencia en la ciudad.
A partir de la conquista de Sevilla por el rey castellano Fernando III en 1248, los judíos comenzaron a poblar en abundancia la ciudad. Como en otras urbes cristianas, el rey, en el repartimiento, asignó un barrio a esta comunidad, en las proximidades del Alcázar.
La judería ocupaba una superficie aproximada de 16 Has. Se encontraba separada del resto de la ciudad por una muralla que la delimitaba. Esta partía del Alcázar, continuaba por la calle Mateos Gago, Fabiola, Madre de Dios, iglesia de San Nicolás, calle Conde de Ibarra, plaza de las Mercedarias, calle Vidrio y Tinte, en las cercanías de la Puerta Carmona y terminaba en la actual Puerta de la Carne (de Bab Chauar o Puerta de las Perlas, luego de Minjoar).
Poco después de la conquista, el rey Alfonso X les concedió cuatro mezquitas para que las convirtieran en sinagogas, que corresponden a las actuales iglesias de Santa María la Blanca y de San Bartolomé, la antigua iglesia de Santa Cruz (situada en la actual plaza de Santa Cruz) y el convento de Madre de Dios.
En 1391 se produjo el asalto a la judería por parte de los cristianos, que se transmitió al gran parte de la Corona de Castilla.[cita requerida] En la primavera de ese año, el Arcediano de Écija, Ferrand Martínez empezó a instigar a los cristianos sevillanos contra los judíos. En marzo de ese mismo año, comenzó la revuelta, entrando las masas en la judería destrozando tiendas y agrediendo a los habitantes. Esta revuelta se apagó al llegar las fuerzas del orden, pero los responsables quedaron impunes. Debido a esta impunidad, el 6 de junio de ese mismo año de 1391, la multitud volvió a entrar en la judería, esta vez asesinando a unos 4000 judíos, gran parte de los que habitaban en Sevilla. Por ello, el rey impuso una multa a Sevilla que se llevó pagando durante 10 años.

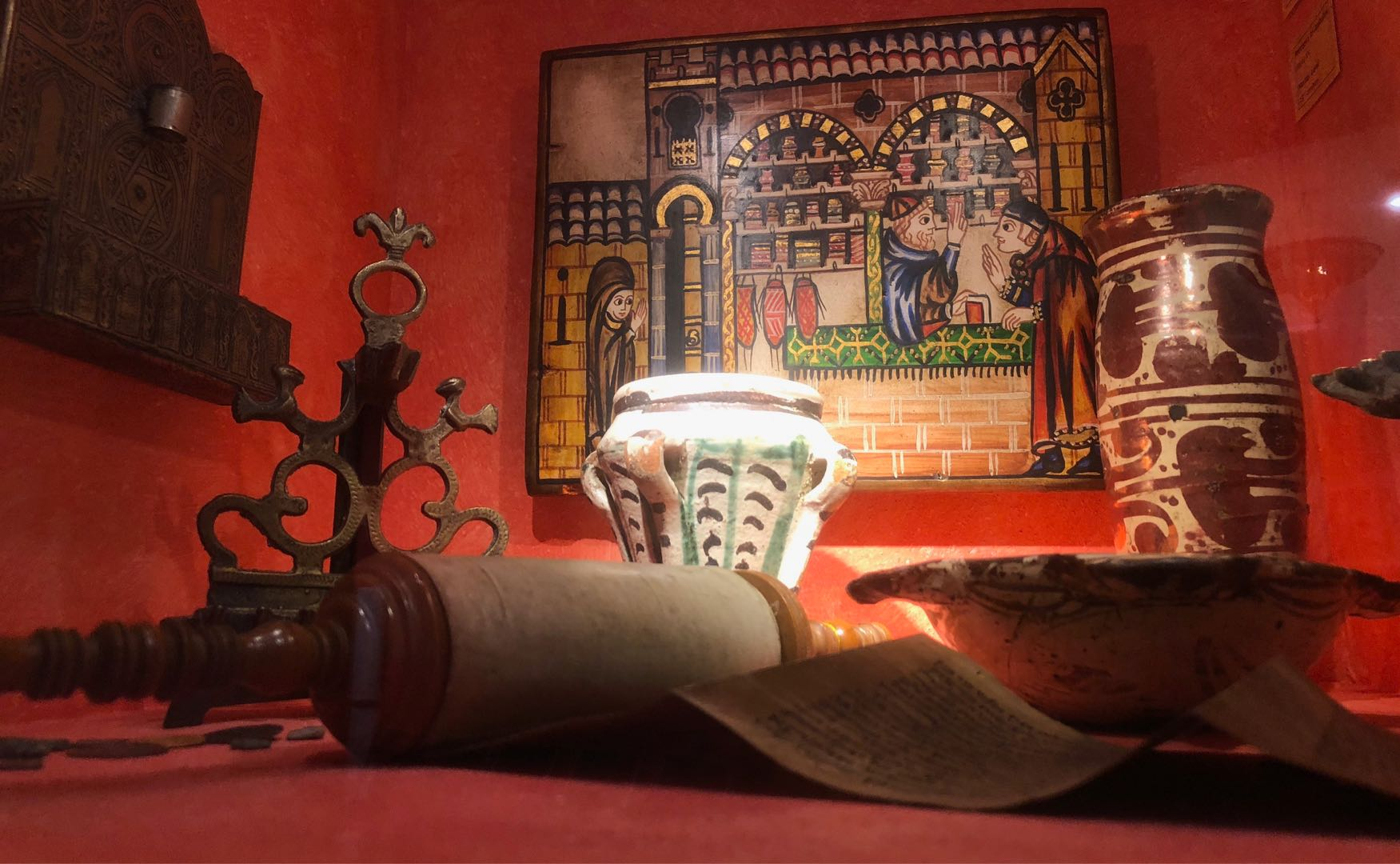
Objetos judíos en el Centro de Interpretación de la Judería de Sevilla (actualmente cerrado).

En 1492 se decretó la expulsión de los judíos de España o su reconversión al cristianismo. En Sevilla no tuvo tanta repercusión ya que tras la matanza de 1391 y la inseguridad que le siguió, quedaban muy pocos judíos en la ciudad hispalense.
No obstante, la huella de la comunidad judía en Sevilla puede detectarse en las entrañas de la ciudad como prueba la presencia de un enterramiento hebreo localizado en la calle Cano y Cueto a raíz de la intervención arqueológica previa a la construcción de un aparcamiento subterráneo. El cementerio, situado a extramuros, se extendía más allá de los terrenos de la actual Diputación de Sevilla, aledaña a la Puerta de la Carne. Los restos óseos y enseres encontrados se custodian en el Museo Arqueología de Sevilla excepto una de las tumbas que, protegida por una cristalera, puede contemplarse hoy en día en la planta menos uno del citado aparcamiento.